# Ineke Brinkman
Ineke Brinkman (Enschede, 29 juli 1934 – Oslo, 16 september 2018) was een Nederlandse toneel- en filmactrice, die zowel in Nederland als Noorwegen actief was.

## Biografie
Brinkman kreeg haar opleiding van Bernhard Droog en aan de London Academy of Music and Dramatic Art. Ze maakte in 1954 haar debuut bij toneelgroep Theater in "Een zomer smeult tot as..." (Summer and Smoke) van Tennessee Williams. Bekendheid bij het grote publiek kreeg ze door haar rol van Marije in de speelfilm Fanfare (1958). 
In 1960 kreeg ze voor haar rol in "Etude voor één hand" van de Haagsche Comedie een prijs voor de beste vrouwelijke bijrol van dat jaar.
Brinkman huwde in 1958 een Noor en vertrok niet lang daarna naar Noorwegen. Daar ging zij amateurtoneel regisseren en toneel spelen in Oslo. In 1977 richtte zij een cabaretgezelschap op, dat nog steeds bestaat.
In 1984 kwam ze voor korte tijd in Nederland terug met rollen in de televisieserie Schoppentroef (een hoofdrol als Netje Sprits) en in het Nieuwe Komedie-stuk Klap op klap.

## Rollen

### Theater
- 1954 - Een zomer smeult tot as...
- 1954 - Peer Gynt
- 1954 - Sabrina
- 1955 - Een man, genaamd Judas
- 1955 - De gelukkige reis
- 1955 - Twee flierefluiters in het paradijs
- 1955 - Doña Rosita of De taal der bloemen
- 1955 - Boek van de maand
- 1956 - Een nacht vol verwarring
- 1956 - Mariken van Nieumeghen
- 1958 - 't Zit zó!
- 1958 - Het geschonden geweten
- 1958 - Brullen als 'n duif
- 1959 - Wie geeft de bruid weg?
- 1959 - Principes
- 1960 - Etude voor één hand
- 1984 - Klap op klap

### Film
- 1958 - Fanfare

### TV
- 1957 - Voor donderdagavond twaalf uur Mylord
- 1984 - Schoppentroef